# Йорґ Етц
Йорґ Етц (нім. Jörg Etz; нар. 1 травня 1953, Мангайм, ФРН) — колишній німецький хокеїст, нападник.

## Кар'єра
Йорг Ец вихованець клубу «Маннхаймер ЕРК», де і провів усю свою професійну кар'єру. У 1980 році став чемпіоном ФРН у складі «Маннхаймер ЕРК», набрав за сезон дев'ять очок. Після сезону 1982/83 Йорґ закінчив свою кар'єру хокеїста.

## Інше
Після закінчення спортивної кар'єри працює лікарем-стоматологом. Його син Марк Етц професійний хокеїст, відіграв кілька сезонів у Німецький хокейній лізі.